# Figuil
Figuil – miasto w Kamerunie, w Regionie Północnym w departamencie Mayo-Louti. Liczy około 11,5 tys. mieszkańców.
Do miasta 2 stycznia 1970 przybyła do Kamerunu na statku Acapulco, pierwsza grupa polskich misjonarzy oblatów, którzy skierowali się do Figuil. Byli to ojcowie Tadeusz Krzemiński, Czesław Szubert, Józef Leszczyński i Eugeniusz Juretzko. Dołączyli do nich pracujący w Kamerunie od kilku lat oblaci urodzeni we Francji – Paweł Michalak i Feliks Strużyk. W 1975 istniało już w mieście sanktuarium Matki Bożej Częstochowskiej, wzniesione w stylu lokalnych zabudowań gidarskich. Obiekt zaprojektował ojciec Alfons Kupka, a jego budowniczym był brat Stanisław Tomkiewicz.